# ロックマン バトル&チェイス
『ロックマン バトル&チェイス』（ロックマン バトルアンドチェイス、ROCKMAN BATTLE & CHASE）は、カプコンから発売されたレースゲーム。

## 概要
ロックマンシリーズ10周年記念作品の第2弾。1997年3月20日にPlayStation対応ゲームとして発売され、1998年10月22日に追加要素があるベスト版も発売された。2006年1月10日に北米でPlayStation 2とニンテンドー ゲームキューブから発売された「Mega Man X Collection」にも収録されている。
倒した敵のマシンから奪ったパーツで自分のマシンをカスタマイズできる、レースゲームにロックマンシリーズならではの要素を取り入れた作品。
カプコンから公式にアナウンスされているジャンル名は「バトルレース」であり、登場するほぼ全てのマシンに他者を攻撃・妨害する能力が標準装備されているほか、コース上にも、ドライバーに向け攻撃を仕掛けてくる妨害キャラクターが配置されている。
コースは全て周回制で、5周することでゴールとなり、1位が決定した時点でレースは終了となる。5分以内に誰もゴールできなかった場合、勝者なしの全員失格となる。
レコードはコースごとに、トータルタイム上位3位とベストラップタイムとが記録される。
監修した稲船敬二はどうしてもやりたかった作品としており、徹底的に監修した。タイトルも稲船が考案し、今も気に入ってる作品と語っている。

## ゲームモード
グランプリモード
1人用のモード。10台の中からドライバー&マシンを選択し、グランプリを勝ち抜いていく。レースはコースごとに、選択しなかったドライバー&マシン1台（以下便宜上「ライバルキャラクター」と表記）と、その他の参加マシン数台とで行い、1位になった場合のみ勝ち抜け（クリア）となる。2位以下の場合は失格となり、その時は「やり直す」「マシンのセッティングを変えてやり直す」「別のコースに挑戦する」のいずれかを選択する。ゲームオーバーの概念は存在せず、この選択は無制限に行うことが可能。
勝つとライバルキャラクターのマシンのパーツをエンジン・タイヤ・ウィング・ボディの中から1つ奪うことができ、以降のレースで自分のマシンのパーツと換装し、カスタマイズに使用することが可能になる。ただしボディパーツのみ、そのマシンの他のパーツ3つ全てを奪ってからでないと奪取できない。
一度クリアしたコースにも再挑戦可能で、勝利すればライバルキャラクターのパーツをさらに奪うことができるが、その際は相手マシンのドライビングテクニックの向上や、コース上の妨害キャラクターの増加などにより難易度が上昇する（最大で4段階上昇）。
自分以外のライバルキャラクター9台全てに勝利した後、最終ボスであるワイリーに勝利することでエンディングとなる。クリアデータは保存可能で、取得パーツを全て引き継いだ状態で最初からプレイすることができる。その際各コースの難易度も併せて引き継がれる。
バーサスモード
1対1のレースを行うモード。
10台のプレイヤーキャラクター、条件次第で選択できる2台の隠しキャラクターのほか、グランプリモードでカスタマイズしたマシンも使用することが可能。
タイムアタックモード
1人用のモード。敵マシンは登場しない（妨害キャラクターは登場）。
使用可能なキャラクターはバーサスモードと同様で、グランプリモードでカスタマイズしたマシンも使用することが可能。
なお、レコードはグランプリモードとは別に記録される。

## 登場キャラクター

### 参加ドライバー&マシン
グランプリモードでは、マシン名を自由につけることができる。タイヤは特に記述がない限り、オフロードを走ると減速する。また、マシンの性能記述はパーツを変えていない時の性能となっている。
ロックマン
声 - 折笠愛
嵐による落雷で故障したライト博士の研究所の大型コンピュータを買い換える金を得るために出場。
ラッシュロードスター
ロックマンの犬型サポートロボット「ラッシュ」をレーシングカーに改造したマシン。バランスの取れた性能となっている。
ボディ - ラッシュボディ
中量級。前方への攻撃能力に集中させたボディ。
- 通常 - ロックバスター
  - 連射性のあるショット。小型の妨害キャラクターは1発で倒せ、相手マシンに当てた場合、ハンドリングを狂わせる。

- 溜め撃ち - チャージショット
  - 大型のショットを発射。大型の妨害キャラクターも1発で破壊でき、相手マシンに当てた場合スピンさせることができる。

エンジン - ツインエンジン
加速・最高速共にバランスのとれたエンジン。
タイヤ - オールラウンドタイヤ
平均的な性能を持ち、それゆえにいかなる状況にもそつなく性能を発揮するタイヤ。
ウイング - スターターウィング
加速力が上昇する効果がある。

ロール
声 - 小西寛子
いつもロックマンを応援してばかりの自分でも、レースならば活躍できるかもしれないと思い出場を決める。
本作では赤いドライバースーツに身を包んで登場。
ポップンビート
ロックマンの鳥型サポートロボット「ビート」がレーシングカーに姿を変えたマシン。説明で「ビギナー向け」と表記されており、ボディ以外はハンドルミスや順位を落とした際などのフォロー能力を持つパーツで構成されている。
ボディ - ビートボディ
軽量級。空中で方向制御が可能で、また特殊能力のボタンを押し続けることで翼を羽ばたかせ、滞空時間を伸ばす特殊性能がある。
- 通常 - ジャンプ
  - 地面のトラップや小型の妨害キャラクター程度は飛び越えられるほどの高度まで飛び上がる。

- 溜め撃ち - スピンアタック
  - 回転を伴ったジャンプ。攻撃判定を持ち、接触したマシンをスピンさせる。

エンジン - フォローエンジン
順位が2位以下の場合、最高速が上昇する特殊な効果を持つ。一方、1位の時の最高速度は全エンジンで最も低い。
タイヤ - ノンドリフトタイヤ
一切のドリフト（横滑り）をしない。そのためグリップ力が高いがドリフト走行なども不可能となる。
またオンロード・オフロードによる速度の増減がなく、減速地帯以外では減速しない。
ウイング - フェザーウィング
ハンドリング性能が上昇する効果がある。

ブルース
声 - 置鮎龍太郎
多額の賞金がもらえるカーレースに悪の匂いを嗅ぎ付け出場。
レッドストライカー
最高速を追求した構成となっており、最高速はデフォルトマシンで一番高い。しかし加速が悪い上、空中に浮いて着地した後の減速量も大きいため、いかに減速せずに走れるかが勝利への鍵となる。
ボディ - マッハシールドボディ
自身のシールドをモチーフにデザインされており、敵の攻撃を弾くシールドが装備されている。
ただし、シールドのない部分に接触されると、それが小型の妨害キャラクターでも大幅に減速してしまう。
- 通常 - ブルースシールド
  - シールドの位置を前後に移動することができる。

- 溜め撃ち - ブルースストライク
  - 敵をスピンさせるショットを発射。ロックマンとフォルテの「チャージショット」と弾体は同じだが追尾性能があり、登り坂にぶつかると消滅してしまう点が異なる。

エンジン - ラストブローエンジン
最高速がトップクラスのエンジン。反面加速力は最低クラス。
タイヤ - シャープステアタイヤ
ハンドリング性能に優れている。しかしサスペンション性能が低く、空中から着地した時にスピードが大きく殺されてしまう。
ウイング - ハイスピードウイング
最高速が上昇する。

ガッツマン
声 - 飯塚昭三
その巨大な体でエネルギーをすぐに消費してしまうため、自分のエネルギーを満タンにするため優勝賞金でE缶を買うことを志す。
海外版のイラストはポーズが異なる。
ワイルドアームズ
土木作業重機のような見た目のマシン。その見た目通り馬力が重視されており、オフロードや上り坂でのスピードが速く、地雷の妨害をものともしない。
ボディ - ダブルアームボディ
重量級。二本の腕がついた土木作業車をモチーフにしたボディで、パワフルな攻撃が特徴。ただボディが大きいせいで前方の視界が悪くなる。
- 通常 - スーパーアーム
  - マシンの頭上から降ってくる岩をボディの腕でキャッチし、再度特殊能力ボタンを押すとその岩を投げて攻撃する。命中すると相手をスピンさせるだけでなく、少しの間ハンドル操作を不安定にさせる。岩を持ち続けている間はゲージが溜まらず、岩のせいで視界が悪くなる。一定確率で命中時に地震を起こす（溜め撃ちと同じ効果）灰色の岩を投げる。

- 溜め撃ち - アースクエイク
  - 地震を発生させ、地上を走っている相手を浮かせる。

エンジン - スロープエンジン
基礎性能は低いが、斜面（登り坂と下り坂）で大幅に速くなるエンジン。
タイヤ - パワープレスタイヤ
オフロードの方が速度が上がる。さらに地雷を踏んでもスピンせず、減速程度で済む。
ウイング - パワーウイング
体当たりに強くなる。

アイスマン
声 - 小西寛子
南極でのバカンスのための資金を得るために出場。エンディングで、ロールに好意を持っているような描写がある。
クールモービル
ブルースのレッドストライカー同様、最高速重視のマシンだが、こちらは安定型。
ボディ - サザンクロスボディ
スノーモービルをモチーフにしたボディで、前後へ攻撃を使い分けることが可能。
- 通常 - アイスブロック
  - 後ろに氷の塊を設置し、当たった相手を軽くスピンさせる。3つまで設置可能。

- 溜め撃ち - アイススラッシャー
  - 前方に氷の弾を発射。当たった相手は凍りつき、何かにぶつかるか一定時間経過まで操作不能になる。アイスブロックが設置できる状態なら同時に設置する。

エンジン - オーロラエンジン
最高速度重視のエンジンだが、ブルースのラストブローエンジンよりは加速力がある。他のエンジンよりブレーキをかけた（またはアクセルを離した）時の減速が強い。
タイヤ - ノンスリップタイヤ
スキー板型のタイヤパーツ。氷の路面でもスリップしなくなる。また、他のタイヤと比べてオフロードでの減速が小さい。
ウイング - ブリザードウイング
空中でハンドル操作ができるようになる。またサスペンションが上がり、着地した時の速度ダウンを軽減することができる。

クイックマン
声 - 檜山修之
ターボマンにレースで敗北して以来身を隠していたが、今回満を持しての登場。スピードでは誰にも負けない自信を持つ。
ソニックフォーミュラ
能力が全て走行系のものとなっている。そのため攻撃性能（すなわちアイテム獲得効率および対戦相手への妨害能力）は一切ない代わりに走行能力に特化している。
ボディ - アローターボボディ
軽量級。攻撃能力がなく、特殊能力はどちらも走行を補助するもの。
- 通常 - クイックスライド
  - 方向キーの左右どちらかに押しながら発動させると、その方向に車体を水平移動することができる。どちらにも押さずに発動させると効果がない。

- 溜め撃ち - クイックターボ
  - 少しの間だけ最高速以上に急加速する。例え0km状態でも発動後は瞬時に通常の最高速になるので、即座に立て直す用途にも使える。ただし発動中に何かにぶつかるとスピンしてしまう。

エンジン - ダッシュエンジン
ゲーム内の説明では「加速力が高いエンジン」とされている。
タイヤ - オンロードタイヤ
名前通りオンロードに特化したタイヤで、オンロードを走ると最高速度が少しだけ上がる。反面オフロード走行時の最高速度は劇的に遅い。
ウイング - ロケットウィング
レース開始から50秒間、すべての性能が上昇する。

シャドーマン
声 - 置鮎龍太郎
賞金で仕掛け一杯の忍者屋敷を作るために出場。
シノビマスター
スピンや減速からの立ち直りを重視したマシン。すべてのパーツに日本語が混じっている。
ボディ - ニンジャボディ
軽量級。カエルをモチーフにしており、対人戦向きの特殊能力を持つボディ。
- 通常 - シャドーブレード
  - 巨大手裏剣を投げる。大型の妨害キャラクターを一発で破壊でき、相手マシンに当たると一定時間突き刺さり最高速度を大幅に下げる。前のシャドーブレードが残存している間は新たに投げることができない。

- 溜め撃ち - シャドースモーク
  - 煙を撒いて視界を遮る。しかしCPUには全く効果がない。シャドーブレードが放てる状態ならシャドーブレードも同時に投げる。

エンジン - イダテンエンジン
加速力に特化したエンジンで、加速力は最高クラスだが、最高速度は最低クラス。
タイヤ - フウマタイヤ
スピンした時、素早く立ち直れるタイヤ。他のタイヤと比べてオフロードの減速幅が小さめなのも特徴。
ウイング - ハヤテウイング
ゲージが溜まるのが速くなるウィング。

ナパームマン
声 - 小杉十郎太
兵器博物館設立の軍資金を稼ぐために出場。
パトリオットボンバー
なにかしらに特化した性能のパーツを組んだマシンで、その方面の性能は非常に高い。反面ボディの溜め撃ちが着弾点方式のため当てづらい。
ボディ - フルメタルボディ
重量級。特殊能力は両方とも高い攻撃力を持ち、また前後に撃ち分けが可能。
- 通常 - バックボム
  - 後方に爆弾を転がす。一定時間経過か何かに接触すると爆発し、相手マシンに当たった場合は空中に浮かせる。最大2つまで発射可能。

- 溜め撃ち - ナパームボム
  - 前方にナパームボムを飛ばし、放物線を描いて落とす。着弾点にしか攻撃判定が発生しないため、狙って当てるのは難しい。当たった相手をスピンさせつつ少しだけ浮かせる。方向キー上下である程度落とす場所は調整可能。放物線を描く特性上、上り坂や下り坂にいる相手にも当たる場合がある。

エンジン - メガトルクエンジン
基礎性能は低いが、加速プレートの効果が非常に長く続くエンジン。
タイヤ - エレガードタイヤ
減速地帯の効果を完全に無効化するタイヤ。またオフロードの方が速度が上がる。
ウイング - カウンターウイング
妨害キャラクターを倒した時のカウント（#アイテムを参照）が通常より1多く減り、その分アイテム入手効率が高くなるウィング。

スプリングマン
声 - 青野武
バネでできた自身のボディが軽すぎて日常生活もままならないため、体を重くするパーツを購入するために出場。
サプライズボクサー
非常に癖の強いパーツ構成となっているマシン。
ボディ - ターンパンチボディ
中量級。バネのパンチを搭載したボディ。バネの部分は強いサスペンション能力を持ち、壁などに接触すると勢い良く跳ね返る。
- 通常 - チェンジスプリング
  - バネの設置箇所を、ボディの左右から前後（あるいはその逆）に変更する。

- 溜め撃ち -スプリングアタック
  - バネのパンチを設置している方向に勢い良く飛ばす。バネの部分にも攻撃判定がある。ただし、サザンクロスボディのアイスブロックにパンチが触れるとスピンしてしまう。

エンジン - ハッピーエンジン
最高速度、加速性能両方とも高いエンジン。ただし登坂力が弱く、登り坂では大きく減速してしまう。
タイヤ - ホッピータイヤ
地雷を踏むとスピンせずに大きくジャンプするタイヤ。またオフロードを走ると大きく減速する。
ウイング - ラッキーウイング
強力なのアイテムが出やすくなるウイング。

フォルテ
声 - 檜山修之
ロックマンに対抗するために出場。グランプリモードでフォルテ以外を選択している場合、任意の順番ではなく必ずワイリーの直前で対戦することとなる。フォルテ自身がプレイヤーの場合は、選択可能な対戦相手が一人多くなる代わり、直接ワイリーとの対決となる。
ゴスペルダークスター
フォルテのサポートロボット「ゴスペル」がレーシングカーに姿を変えたマシン。パーツの性能は見た目以外、すべてロックマンと同一。
ボディ - ゴスペルボディ
- 通常 - フォルテバスター
- 溜め撃ち - フォルテブラスト

エンジン - ダブルエンジン
タイヤ - オールマイティタイヤ
ウイング - アクセルウイング

Dr.ワイリー
声 - 青野武
お馴染みの悪の天才科学者。バトル&チェイス決勝戦終了直後に現れ、賞金を奪って逃走する。
グランプリモードの最終ボスであり、プレイヤーとしては、グランプリモードをクリアしたデータをロードすることで、バーサスモードまたはタイムアタックモードでのみ使用可能となる。
スカルマシンXX
グランプリモードで勝利することでこのマシンのパーツを奪取することは可能だが、このマシン自身のカスタマイズは不可能。
ボディ - ボーンヘッドボディ
中量級。唯一3つの攻撃手段を持つ。
- 通常 - ワイリーショット / 空中機雷
  - 前方に3つのショットを平行に放つ。相手マシンに当てた場合、ハンドリングを狂わせる。
  - 方向キーの下を押しながら撃つと空中機雷を設置する。当たった相手は軽いスピンを起こす。空中機雷が存在する間、新たに設置は不可能。

- 溜め撃ち - ワイリーミサイル
  - 対戦相手目がけて、4発のミサイルを飛ばす。当たると大きく車体が弾き飛ばされる。

エンジン - スーパーノヴァエンジン
最高速度重視、かつ300km/h台まで上昇すると急加速がかかる。
タイヤ - アルティメットタイヤ
減速・スリップ地帯・地雷を無効化するタイヤだが、ハンドリング性能が悪く、オフロードを走ると大きく減速する。またこのタイヤを装備するだけで最高速度が下がってしまう。
ウイング - バリアウイング
攻撃を一定回数防ぐバリアが発生するウィング。バリアは攻撃を受けるごとに薄くなっていき、レース中に強度が回復することはない。

デューオ
声 - 小杉十郎太
宇宙を旅する正義のロボット。バーサスモードまたはタイムアタックモードでのみ使用可能。
通常版では隠しキャラクターであり、特定のセーブデータをロードすることで選択可能となる（詳細は#特典の項目を参照）。ベスト版およびゲームアーカイブス版ではデフォルトで選択可能。
ハードグランジャー
パーツの奪取およびこのマシン自身のカスタマイズは不可能。武器の性能以外は詳細不明。
ボディ - ギガフィストボディ
前部が巨大な手に変形するボディ。接近戦特化で接近しないと敵を攻撃できない。
- 通常 - アッパースルー
  - 目の前にいる相手を真上に放り投げる。放り投げるモーションで大型の妨害キャラクターを一撃で破壊できる。ただし、攻撃判定が発生するまで時間がかかる。

- 溜め撃ち - ジャイアントナックル
  - 前方を巨大なパンチで攻撃。当たった相手は勢いよく前に吹っ飛び、長い間スピンし続ける。

エンジン - ファイナルエンジン

タイヤ - スプリームタイヤ

ウイング - マキシマムウイング

エクストラパーツ
入手方法は#特典の項目を参照。各パーツのデザインは、プレイヤーキャラクター以外のボスキャラクターを象った物となっている。
ボディ - ハンマーボディ
ナイトマン（『ロックマン6』のボス）の鎧兜をモチーフとしたボディ。特殊能力の正式名称は不明。
- 通常
  - 自身の周囲にトゲ付きの鉄球を振り回す。相手に当たるとスーパーアームと同一の効果を与える。

- 溜め撃ち
  - 方向キーを押した方向に鉄球を飛ばす。相手に当てた時の効果はスーパーアームと同一で、さらに壁に鉄球を当てて地震を起こすことが可能。

エンジン - レトロターボエンジン
ターボマン（『ロックマン7』のボス）のボディ部分と同じデザインのエンジン。加速力・最高速が両方高い上、アクセルボタン連打すると一定時間ターボがかかる。
タイヤ - ブレイドタイヤ
スラッシュマン（『ロックマン7』のボス）の爪が付与されたタイヤ。走行性能はロックマンのオールラウンドタイヤと同一だが、対戦相手の後ろから体当たりするとタイヤをパンクさせる。パンクした相手は一定時間大幅減速と共にハンドル操作が左右どちらかに傾く。
また、大型の妨害キャラクターを体当たりするだけで倒すことができる。
ウイング - スカイハイウイング
ジャイロマン（『ロックマン5』のボス）のプロペラの形をしたウィング。一定時間間隔でウィングが対戦相手めがけてランダムに飛んでいき、ウィングに捕まった相手はしばらくの間、宙に浮かされてしまう。

### その他の参加マシン
これらのキャラクターのマシンは使用できず、パーツも奪えない。なお、これらのブラックカラー版が乱入してくる場合がある（#特典を参照）。
4ローダー
毎年出場している常連。武器を持たず、優勝経験もない。

ジョー
『ロックマン7』にて車の運転を覚えて気を良くしたトラックジョーが出場。時折置くミニボムを受けると車体が跳ね上がり、ハンドリングが封じられる他、軽く減速する。

イエローデビル
巨体を車に無理矢理押し込んでの出場。武器は持たないが重量級のため、体当たりが強烈。

### 実況・アナウンス
プラム
声 - てらだみちよ

レースの実況リポーターを務める、女の子型ロボット。
リポット
声 - みなみゆうじ
レースの実況リポーターロボット。小柄で、両肩のプロペラで単独飛行が可能。

チェスト
声 - たかはしあきふみ
レースの解説を務めるロボット。一本足。落ち着いた喋り口で、各コースやパーツの説明を担当する。

## アイテム
コース上の妨害キャラクターを倒すごとに画面右のカウントが減っていき（カウントの初期値は10・タイムアタックモードのみ20）、0になると同時にアイテムを獲得できるルーレットが発動する。
ブロッキング
自分以外のマシンの特殊能力を一定時間使えなくする。

カウントアップ
対戦相手のアイテムのカウントを10上げる。すでにアイテムを持っていた場合、それを消し去る効果もある。
対コンピュータ戦では、コンピュータがプレイヤーに対してのみ使う。

リモコンボム
リモコン操作の爆弾。一度使用することで地面に設置し、もう一度アイテムボタンを押すことで爆発させられる。爆発に巻き込まれると大きく吹き飛ばされ、大幅なタイムロスになる。

マインチェンジ
約5秒間、コース上の小型の妨害キャラクターを、触れるとスピンする地雷に変身させる。

パワーニトロ
約5秒間無敵になり、最高速度が上がる。ただし、カミナリコゴロー（後述）には無効化された上でスピンする。
外見はカプコンの隠れキャラクター「弥七」。

カミナリコゴロー
自分以外の全てのマシンに雷を落とす。雷を受けたマシンは軽くスピンした後、約10秒間最高速などの性能がダウンする。
相手がパワーニトロ発動中の場合、それを強制終了させながらスピンさせる。

トリプルチャンス
次に使用するアイテムの効果や持続時間が3倍になる。

## コース
スカイサーキット、宇宙コースはバーサスおよびタイムアタックモード専用のコース。
- シティーコース
- ストリートコース
- 岩山コース
- クリスタルコース
- サンセットコース
- おもちゃ工場コース
- 南極コース
- 峠コース
- 兵器工場コース
- 基地コース
- ワイリー要塞コース
- スカイサーキット1〜3
- 宇宙コース

## 特典
デューオのプレゼントキャンペーン
通常版の発売時に行われたキャンペーン。通常版ではグランプリモードをクリア時、エンディング後に「デューオの暗号メッセージ（4文字の記号）」が表示されるが、それをキャンペーン期間内にカプコンに送付することで、デューオが使用可能となるセーブデータを貰うことができた。
なお、デューオがデフォルトで使用できるベスト版のセーブデータを通常版でロードすることでも、通常版での使用は可能。

乱入キャラクターおよびエクストラパーツ
グランプリモードを2周目以降（一度でもエンディングまで見た状態）にプレイしていると、レース開始時に一定確率で隠しキャラクター（#その他の参加マシンのブラックカラー版）が乱入してくる。
乱入キャラクターとのレースに勝利すると、特定のコースの特定の場所に"?"マークのパネルが出現するので、そのコースを選択した時に、パネルを通過した上で一位になると、パネルに対応したエクストラパーツが入手できる。

テーマソング
グランプリモードでロールもしくはガッツマンを選択し、一度も敗北せずにクリアすると、エンディングでそれぞれのテーマソングが流れる。

## 攻略本
- カプコンオフィシャルガイドブック ロックマン バトル&チェイス 最強&最速オフィシャルガイド - アスペクト、1997年5月9日、ISBN 4-89366-722-X
- 覇王ゲームスペシャル84 ロックマン バトル&チェイス 最速王養成マニュアル - 講談社、1997年6月18日、ISBN 4-06-329284-3